# Justus Henricus Heidfeldt
Justus Jodokus Henricus Heidfeldt  (* 6. Juli 1606 in Bergebersbach; † 23. Juli 1667 in Dillenburg) war ein deutscher Pädagoge und Diplomat. 
Ab 1615 auf Pädagogium in Herborn und Siegen, wo er Mitschüler von Johann Bernhard Gottslebens jüngstem Bruder, Jodocus Wilhelm, war, ab 1622 Studium an der Hohen Schule in Herborn, dann Hauslehrer der gräflich-solmsischen Familie in Hungen. Als Hofmeister zweier adliger Studenten (ab 1625) und als Betreuer des nassau-dillenburgischen Erbprinzen (ab 1633) machten ihn ausgedehnte Reisen mit den meisten europäischen Ländern und ihren Sprachen bekannt. 1637 heiratete er in Kassel Anna Elisabeth, geb. Krug, verw. Matthäus. Seit 1637 Kriegs- und Kammersekretär zu Dillenburg, 1640 Rat, 1651 Geheimer Rat, Kanzleidirektor in Nachfolge von Dr. Philipp Heinrich (von) Hoen. Öfter als diplomatischer Vertreter der nassau-dillenburgischen Grafen tätig, vertrat auch den Wetterauer Grafenverein bei den Verhandlungen zum Westfälischen Frieden. Der Hohen Schule Herborn vermachte er – seine 6 Kinder waren vor ihm gestorben – sein beträchtliches Vermögen und seine Bibliothek (»Heidfeldsches Legat«).